# Oleg Michał
Oleg Michał (ur. ok. 1055, zm. 1 sierpnia 1115) – książę ruski, syn Światosława II.
Po śmierci ojca w roku 1077, panującego w Czernihowie i Kijowie, rozpoczął walkę ze stryjem Wsiewołodem o odzyskanie księstwa czernihowskiego; od 1083 panował, jako lennik Bizancjum, w Tmutarakanie, a w roku 1093, korzystając z pomocy Połowców, z których chanami był spokrewniony, zdobył Czernihów.
Na stałe wrócił na ojcowiznę (wraz z braćmi, Dawidem i Jarosławem) dopiero po zjeździe Rurykowiczów w Lubeczu (1097). W latach 1107 i 1113 uczestniczył w wyprawach na Połowców, zapoczątkował linię Olegowiczów, książąt czernihowskich w XII wieku i XIII wieku.
Miał trzech synów i córkę:
- Wsiewołod II Olegowicz książę kijowski 1139–1146
- Igor II Olegowicz
- Światosław Olegowicz książę czernihowski 1154–1164
- Maria, żona Piotra Włostowica